# 武藏中原站
武藏中原站（日语：／ Musashi-Nakahara eki */?）是一个位于神奈川县川崎市中原区上小田中六丁目，属于东日本旅客铁道（JR东日本）南武線的铁路车站。

## 历史
- 1927年（昭和2年）3月9日：伴随南武铁道線川崎站 - 登户站間开通开始营业。
- 1944年（昭和19年）4月1日：南武铁道線国有化，成为国铁南武線的车站。
- 1961年（昭和47年）1月16日：停止办理客运业务。
- 1987年（昭和62年）4月1日：国铁分割民营化，成为东日本旅客铁道的车站。
- 1990年（平成2年）12月20日：随着南武线该段高架化，车站向武藏小杉站方向移动0.2公里。
- 2001年（平成13年）11月18日：IC卡Suica启用。
- 2005年（平成17年）10月2日：车站自動放送由東海道型变更为ATOS III期型。
- 2011年（平成23年）4月9日：南武線快速电车开始运营。该站为快速电车停车站。

## 结构
该站为拥有2面4线岛式月台的高架车站。外侧线路主要用于客运，内侧线路主要用于车辆进出中原检车区和快速电车的待避线。

### 月台配置
| 月台 | 路線   | 方向 | 目的地                     |
| ---- | ------ | ---- | -------------------------- |
| 1、2 | 南武線 | 上行 | 武藏小杉、矢向、川崎方向   |
| 3、4 | 南武線 | 下行 | 武藏沟之口、登户、立川方向 |

（來源：JR東日本:車站構內圖 （页面存档备份，存于））

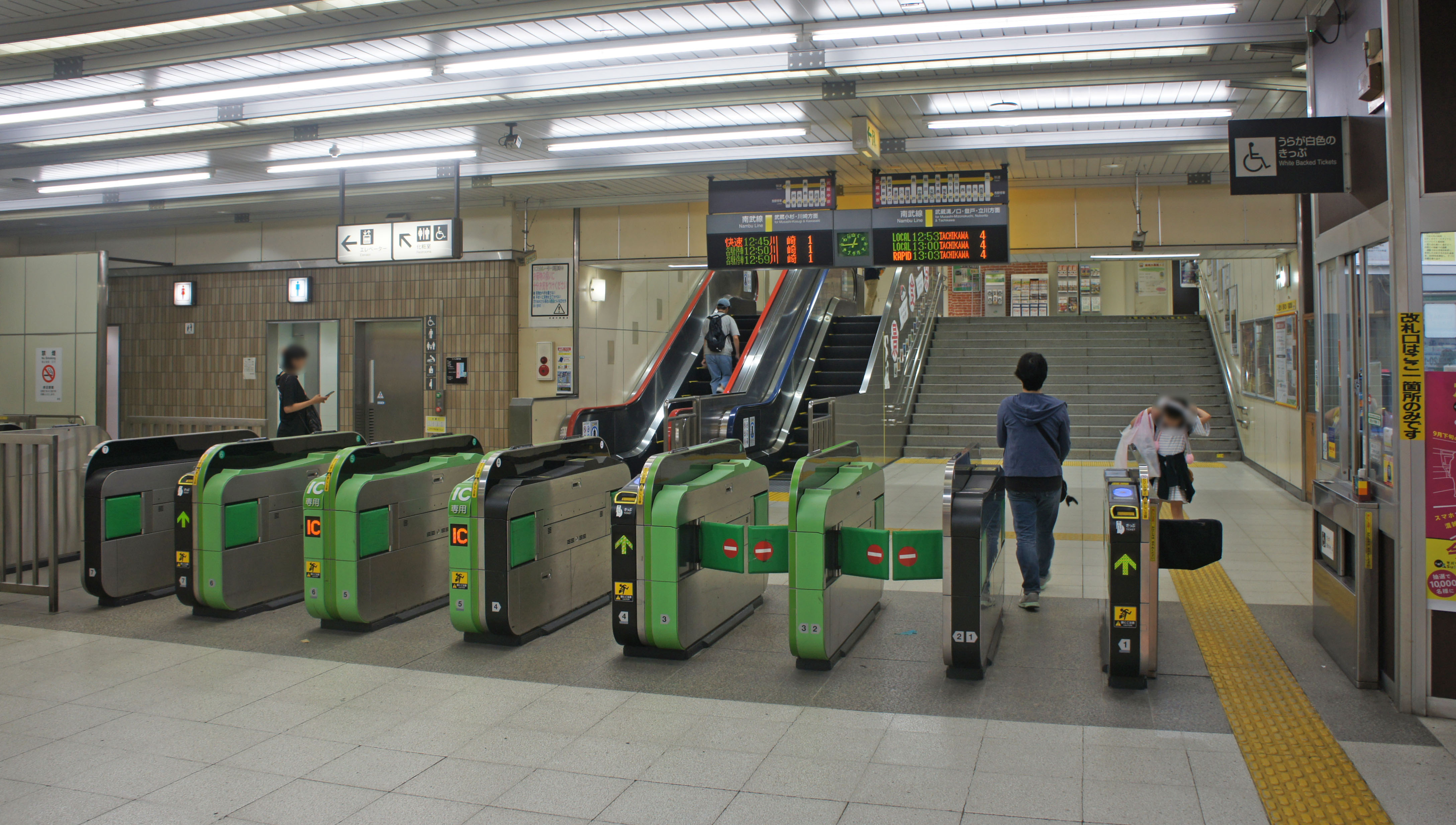
閘口（2019年9月）
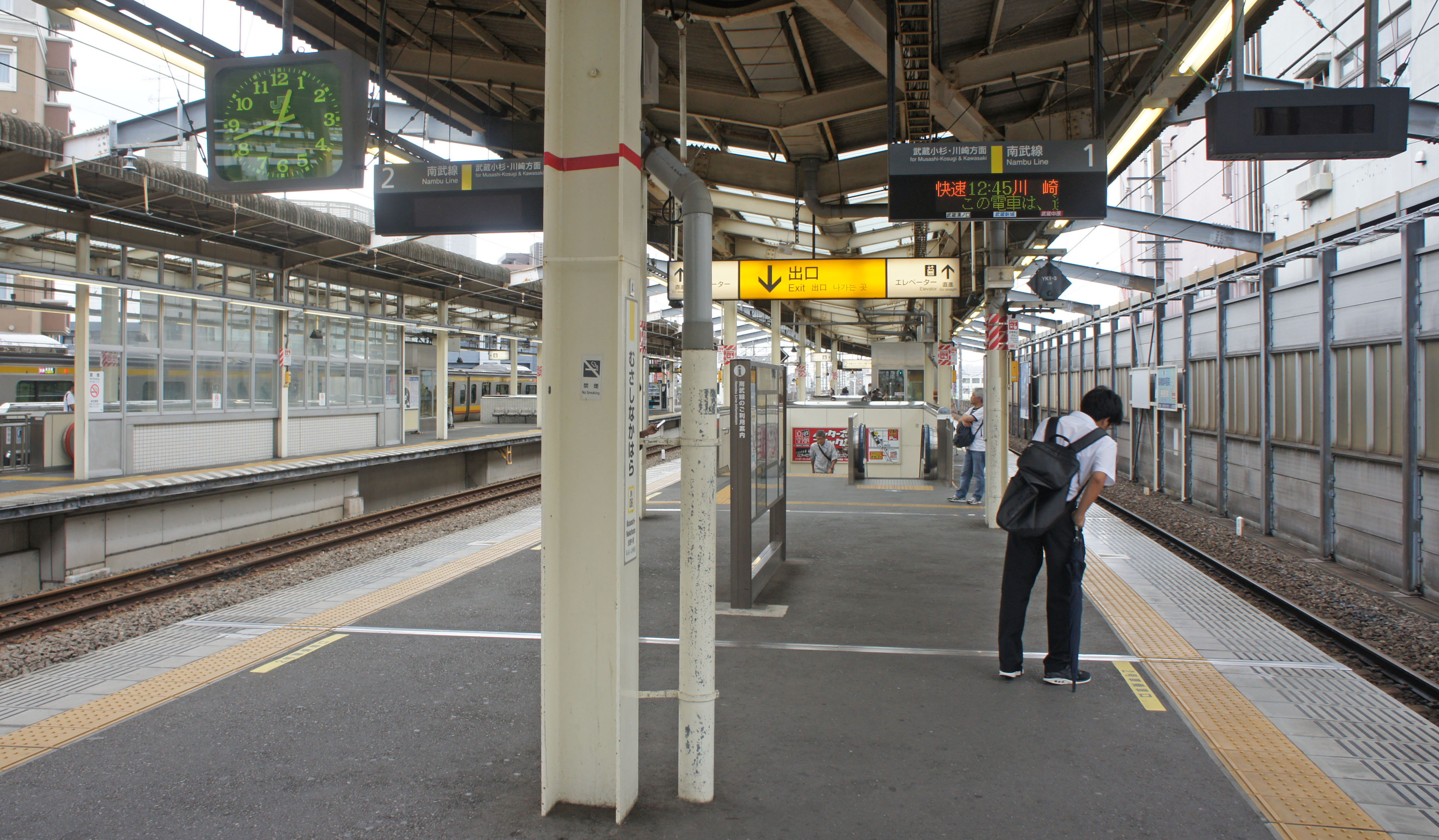
1、2號月台（2019年9月）
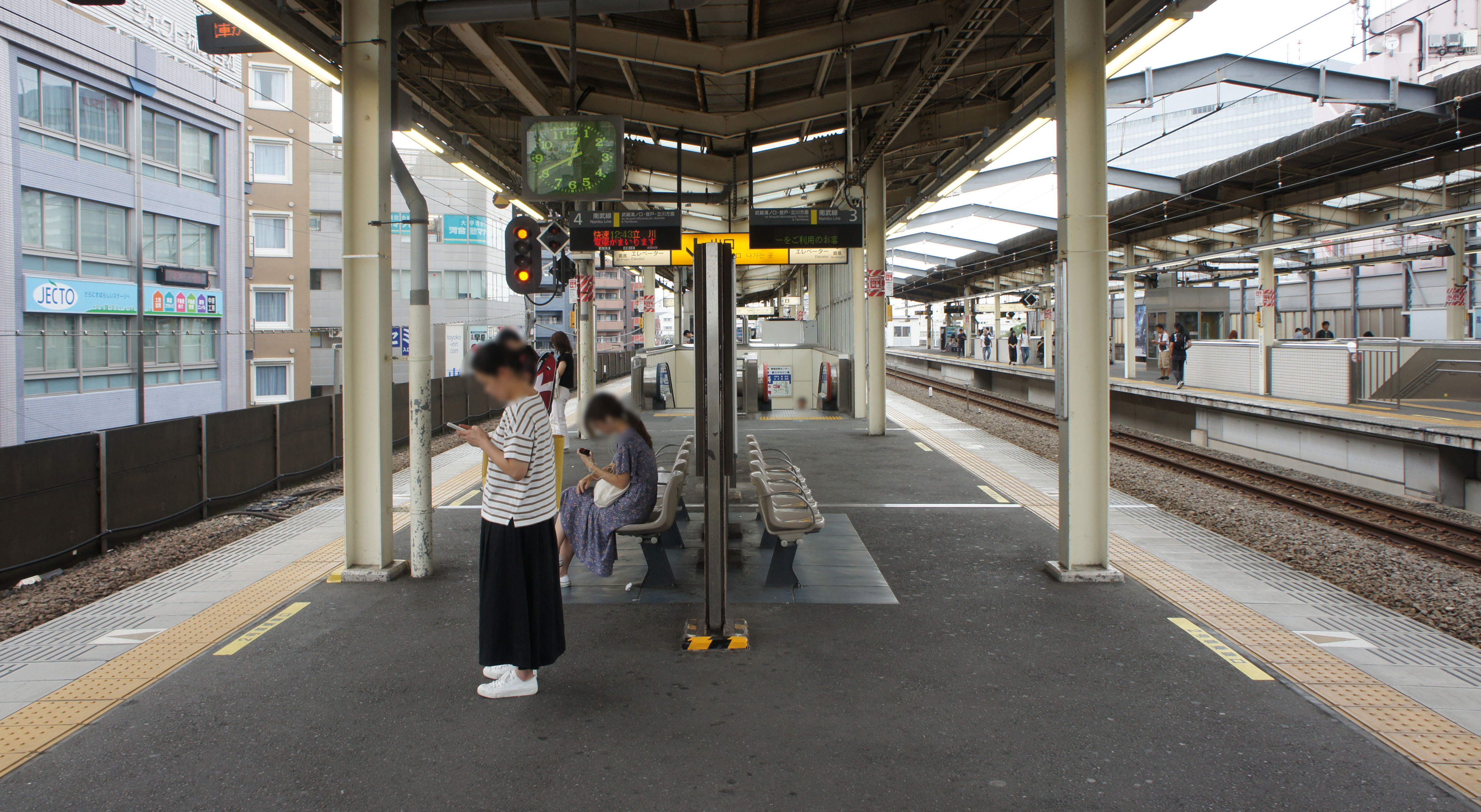
3、4號月台（2019年9月）

## 使用情况
2019年（令和元年）度1日平均上车人次为34,198人。在南武線内的车站中排名第8位，JR东日本的车站中排名第123位。该站的平均上车人次在南武線的非换乘站中仅次于武藏新城站，比属于换乘站的稻田堤站要多。
各年度1日平均上車人次如下表。
| 年度               | 1日平均 上車人次 | 來源     |
| ------------------ | ---------------- | -------- |
| 1995年（平成07年） | 33,156           | [ * 1 ]  |
| 1996年（平成08年） | 33,104           |          |
| 1997年（平成09年） | 31,726           |          |
| 1998年（平成10年） | 31,180           | [ * 2 ]  |
| 1999年（平成11年） | 31,492           | [ * 3 ]  |
| 2000年（平成12年） | 31,152           | [ * 3 ]  |
| 2001年（平成13年） | 31,757           | [ * 4 ]  |
| 2002年（平成14年） | 31,811           | [ * 5 ]  |
| 2003年（平成15年） | 30,358           | [ * 6 ]  |
| 2004年（平成16年） | 29,916           | [ * 7 ]  |
| 2005年（平成17年） | 30,416           | [ * 8 ]  |
| 2006年（平成18年） | 31,012           | [ * 9 ]  |
| 2007年（平成19年） | 31,423           | [ * 10 ] |
| 2008年（平成20年） | 31,396           | [ * 11 ] |
| 2009年（平成21年） | 31,122           | [ * 12 ] |
| 2010年（平成22年） | 32,613           | [ * 13 ] |
| 2011年（平成23年） | 33,182           | [ * 14 ] |
| 2012年（平成24年） | 33,785           | [ * 15 ] |
| 2013年（平成25年） | 34,735           | [ * 16 ] |
| 2014年（平成26年） | 34,434           | [ * 17 ] |
| 2015年（平成27年） | 34,563           | [ * 18 ] |
| 2016年（平成28年） | 34,909           | [ * 19 ] |
| 2017年（平成29年） | 35,044           |          |
| 2018年（平成30年） | 35,060           |          |
| 2019年（令和元年） | 34,198           |          |

## 相鄰車站
東日本旅客鐵道（JR东日本）
 南武線
■快速、■各站停車
武藏小杉（JN 07）－武藏中原（JN 08）－武藏新城（JN 09）